# Campeonato Mundial de Ginástica Artística de 2002
O XXXVI Campeonato Mundial de Ginástica Artística transcorreu entre os dias 20 e 24 de novembro de 2002, na cidade de Debrecen, Hungria.
Nesta edição não houve as competições do individual geral e por equipes, a exemplo de 1992.

## Eventos
- Solo masculino
- Barra fixa
- Barras paralelas
- Cavalo com alças
- Argolas
- Salto sobre a mesa masculino
- Trave
- Solo feminino
- Barras assimétricas
- Salto sobre a mesa feminino

## Medalhistas
Masculino
| Evento                    | Ouro                                     | Prata                                                           | Bronze                                    |
| Salto detalhes            | Li Xiaopeng · China · (9,818)            | Leszek Blanik · Polónia · (9,675)                               | Yang Wei · China · (9,631)                |
| Solo detalhes             | Marian Dragulescu · Roménia · (9,712)    | Jordan Jovtchev · Bulgária · (9,675)                            | Paul Hamm · Estados Unidos · (9,625)      |
| Cavalo com alças detalhes | Marius Urzica · Roménia · (9,787)        | Xiao Qin · China · (9,750)                                      | Takehiro Kashima · Japão · (9,687)        |
| Barras paralelas detalhes | Li Xiaopeng · China · (9,812)            | Mitja Petkovšek · Eslovênia · (9,787)                           | Alexei Sinkevich · Bielorrússia · (9,712) |
| Argolas detalhes          | Szilveszter Csollany · Hungria · (9,787) | Jordan Jovtchev · Bulgária · (9,675)                            | Matteo Morandi · Itália · (9,650)         |
| Barra fixa detalhes       | Vlasios Maras · Grécia · (9,725)         | Ivan Ivankov · Bielorrússia · Aljaz Pegan · Eslovênia · (9,700) | nenhum                                    |

Nota: Na prova do solo, o ginasta espanhol Gervasio Deferr, que tinha conquistado a medalha de prata com a nota 9,700, a perdeu, em 2003, devido ao uso de doping.
Feminino
| Evento                       | Ouro                                       | Prata                                        | Bronze                                      |
| Salto detalhes               | Elena Zamolodchikova · Rússia · (9,443)    | Natalia Ziganshina · Rússia · (9,393)        | Oksana Chusovitina · Uzbequistão · (9,387)  |
| Solo detalhes                | Elena Gomez · Espanha · (9,487)            | Verona van de Leur · Países Baixos · (9,350) | Samantha Sheehan · Estados Unidos · (9,325) |
| Trave detalhes               | Ashley Postell · Estados Unidos · (9,537)  | Oana Ban · Roménia · (9,350)                 | Irina Yarotska · Ucrânia · (9,212)          |
| Barras assimétricas detalhes | Courtney Kupets · Estados Unidos · (9,550) | Oana Petrovschi · Roménia · (9,525)          | Lyudmila Ezhova · Rússia · (9,375)          |

## Quadro de medalhas
| Ordem | País           | Medalha de ouro | Medalha de prata | Medalha de bronze |    |
| ----- | -------------- | --------------- | ---------------- | ----------------- | -- |
| 1     | Roménia        | 2               | 2                |                   | 4  |
| 2     | China          | 2               | 1                | 1                 | 4  |
| 3     | Estados Unidos | 2               |                  | 2                 | 4  |
| 4     | Rússia         | 1               | 1                | 1                 | 3  |
| 5     | Hungria        | 1               |                  |                   | 1  |
| 5     | Espanha        | 1               |                  |                   | 1  |
| 5     | Grécia         | 1               |                  |                   | 1  |
| 8     | Bulgária       |                 | 2                |                   | 2  |
| 8     | Eslovénia      |                 | 2                |                   | 2  |
| 10    | Bielorrússia   |                 | 1                | 1                 | 2  |
| 11    | Polónia        |                 | 1                |                   | 1  |
| 11    | Países Baixos  |                 | 1                |                   | 1  |
| 13    | Japão          |                 |                  | 1                 | 1  |
| 13    | Itália         |                 |                  | 1                 | 1  |
| 13    | Ucrânia        |                 |                  | 1                 | 1  |
| 13    | Uzbequistão    |                 |                  | 1                 | 1  |
| TOTAL | TOTAL          | 10              | 11               | 9                 | 30 |